# Crucero de batalla Asgard clase Daniel Jackson
El Daniel Jackson es una nave ficticia de los Asgard en la serie de televisión de ciencia ficción Stargate SG-1. Es comandada por Thor, el comandante supremo de la flota Asgard, y fue nombrada en honor al Dr. Daniel Jackson miembro del SG-1, con el cual Thor ha desarrollado una amistad desde que se conocieron en 1998.
La nave Asgard clase Daniel Jackson es el más nuevo diseño visto por la flota Asgard, probablemente diseñado para reemplazar el Beliskner en el papel de ciencia / exploración / comandación. La Daniel Jackson no puede ser el nombre de la clase, la primera nave de este tipo fue usada por el Asgard Loki y nunca se decía que era la misma nave. Indiferente, es el nombre de la nave hasta que se use otro.
El Comandante Supremo Thor comandó anteriormente un Beliskner. Conocido por muchos mundos primitivos como “El Carro de Thor”. Después de su destrucción, se trasladó a un nuevo Beliskner llamado Valkiria. Sus movimientos después de esto no estaban claros, pero parece tomar un clase O'Neill hasta que la clase Daniel Jackson entre en producción. Sólo se ha visto una nave de esta clase utilizada como laboratorio móvil.
Como la clase O'Neill, la clase Daniel Jackson anula la tecnología presente en e Beliskner. Esta nave parece visualmente más pequeña que las otras naves Asgard. Pero muestra una maniobrabilidad asombrosa para una nave de este tamaño parecida a una Ha'tak Goa'uld. La configuración de esta nave es rara para una nave Asgard.

## Tecnología
Defensivamente, la nave está provista con los escudos Asgard casi ciertamente superior al Beliskner. La nave es capaz de realizar viajes hiperespaciales y viene provisto (por lo menos en el caso del Daniel Jackson) con la habilidad de diseñar virtualmente objetos y materializarlos. También está provista con el mismo camuflaje que el Beliskner. El Prometeo pudo ver a la Daniel Jackson próximo a la Tierra, aunque Thor no estaba intentando esconder su acercamiento como lo hizo Loki.

## Armas
Por lo que se refiere a las armas convencionales, la Daniel Jackson está provisto con algunas habilidades ofensivas, aunque se dice que son inferiores a las naves de Replicantes. Podemos asumir que las armas serían entonces mucho más modernas y poderosas que las de la clase Beliskner.
La nave también fue modificada por Thor para incluir un Disruptor diseñado por Jack O'Neill para acabar contra los Replicantes. Combinando la tecnología Antigua y Asgard, el arma es eficaz contra superficies planetarias grandes, a través de los escudos defensivos y contra las naves espaciales del tamaño Ha'tak. Aunque los Replicantes pueden adaptarse a la tecnología después de estudiarlo.
- Datos: Q11680931